# Бензоріз
Бензорі́з — апарат (різак) для кисневого різання металів, у якому як пальне використовується пара бензину або гасу. Бензоріз складається з резервуара для пального, інжекторного різака і гумового шланга. Застосовується для різання металів товщиною до 300 мм. У СРСР було створено бензоріз для підводних робіт.
Створення парів пального в бензорізі відбувається за допомогою додаткової горілки, яка розігріває канал подачі рідкого палива, або використанням головок спеціальної конструкції (так, як в гасовому примусі). Вихід різака на робочий режим відбувається за близько пів-хвилини.